# Gentofte Hockey Klub
Gentofte Hockey Klub er en hockeyklub hjemmehørende på Gentofte Stadion og medlem af Dansk Hockey Union under DIF. Klubben blev oprettet i 1944

## Historie

### 1. Hvordan startede det?
Gentofte Hockey Klub blev stiftet den 5. juni 1944, 2 år efter Gentofte Stadion blev bygget. Men allerede i 1942 var der en hockeybane på stadion. 
Medlemmerne i Gentofte Hockey Klub var primært etablerede spillere, der var dels 5-7 ”udbrydere” fra KH (Københavns Hockey Klub), dels hockeyspillere fra SIF (Skovshoved Idrætsforening), der var blevet ”forvist” fra Skovshoved pga. pladsmangel. Fodbolden bredte sig, og det medførte, at kommunen anviste plads på Gentofte Stadion.

### 2. Lidt om tiden i Skovshoved
Ole Johansen berettede, at fundamentet i SIF var Van Fossen. Man kunne spille badminton og hockey for samme kontingent – 50 øre om måneden. Thormod Thomsen og Hjalmar var 2 andre kendte navne fra Skovshovedtiden. 
På den tid var turneringskampe i Odense lidt af en udflugt. Der var 2 klubber i Odense og som regel blev der spillet én kamp om lørdagen og én kamp om søndagen med overnatning ind imellem. Datidens hockeytaske var ofte en badmintontaske, hvor der var boret hul til hockeystokken.

### 3. Junior på den tid
Minderne fra den tid er bl.a. 
·	Overnatning hos Villy Nielsen i Slagelse.
·	Kalundborg, kampe på Gisseløre med kolde afvaskninger i det nærliggende Kattegat
·	Kampe mod KH og Orient Lyngby i Idrætsparken på hockeybanen klos op af det nationale fodboldstadion

### 4. Indendørs
·	Otto Mønsted Hallen fra 1956
·	Nærum Ungdomsgård fra 19xx
·	Boblehallen på Gentofte Stadion 19xx
·	Kildeskovshallen fra 197x 
.       Bakkegårdshallen fra 200x

#### fodnoter
1. Oplysningerne er indhentet på et møde på Gentofte Stadion i 1999, hvor 3 gamle Gentoftespillere, Ole Johansen, Aksel Nielsen og Allan Jahnsen (med i bestyrelsen for Gentofte Hockey Klub i perioden 19xx til 19xx samt formand for Dansk Hockey Union i perioden 1977 til 1988) var til stede.
2. Thormod Thomsen, lærer på Skovshoved Skole og senere skoleinspektør og skoledirektør i Lyngby-Taarbæk kommune. Formand for Dansk Hockey Union fra 1959 til 1977.
3. Villy Nielsen, formand i Slagelse Hockey Klub i mange år, deltog sammen med Allan Jahnsen i OL i 1960.

## Nutid
Klubben er i dag en af de 12 tilbageværende hockeyklubber i Danmark. Igennem tiderne har der været 50 klubber organiseret under unionen. 
Gentofte Hockey Klub har vundet Danmarksmesterskaberne i 2004 i juniorrækken, 2005 i drenge og lilleput og i 2008, 2009 og 2010 blev klubben Danmarksmester i damerækken. Damerne har deltaget i Europa Cuppen i 2009, 2010 og 2011.

## Kendte spillere fra klubben
- Allan Jahnsen, deltog i OL for Danmark i 1960.[kilde mangler]
- Jan Peter Tewes, 108 kampe for det tyske landshold og vandt OL guld i 1992.[kilde mangler]